# هیگ، منچستر بزرگ
هیگ (به انگلیسی: Haigh) یک روستا و محله مدنی در بریتانیا است که در کلان‌شهر مستقل ویگان واقع شده‌است. هیگ ۵۹۴ نفر جمعیت دارد.